# Ле-Мениль-Вильман
Ле-Мени́ль-Вильма́н (фр. Le Mesnil-Villement) — коммуна во Франции, находится в регионе Нижняя Нормандия. Департамент коммуны — Кальвадос. Входит в состав кантона Фалез-Север. Округ коммуны — Кан.
Код INSEE коммуны — 14427.

## Население
Население коммуны на 2010 год составляло 291 человек.
| 1962 | 1968 | 1975 | 1982 | 1990 | 1999 | 2010 |
| ---- | ---- | ---- | ---- | ---- | ---- | ---- |
| 486  | 456  | 416  | 354  | 302  | 283  | 291  |

## Экономика
В 2010 году среди 165 человек трудоспособного возраста (15—64 лет) 115 были экономически активными, 50 — неактивными (показатель активности — 69,7 %, в 1999 году было 60,8 %). Из 115 активных жителей работали 105 человек (61 мужчина и 44 женщины), безработных было 10 (5 мужчин и 5 женщин). Среди 50 неактивных 6 человек были учениками или студентами, 27 — пенсионерами, 17 были неактивными по другим причинам.